# درامان نيكيما
درامان نيكيما (من مواليد 17 أكتوبر 1988) هو لاعب كرة قدم محترف في بوركينا فاسو يلعب كلاعب خط وسط لنادي هورويا والمنتخب الوطني لبوركينا فاسو.